# Extended Service Set
Ein Extended Service Set (ESS) ist Bestandteil mancher Wireless Local Area Networks. Jedes ESS enthält ein Basic Service Set (BSS) oder mehrere gekoppelte BSS und stellt sich auf der Schicht der Logical Link Control immer wie ein einzelnes BSS dar.
Um eine entsprechende Kopplung zu ermöglichen, verfügt ein ESS über ein Distribution System (DS). Dieses Verteilungssystem durch Spezifikation zu präzisieren, vermeidet der Standard IEEE 802.11 ausdrücklich. Ein DS ist jedoch nicht selten, denn jedes BSS mit einem Portal zu anderen Standards wie Ethernet benötigt ein DS und ist ein ESS. 